# Homa Rousta
 (octobre 2021).
Si vous disposez d'ouvrages ou d'articles de référence ou si vous connaissez des sites web de qualité traitant du thème abordé ici, merci de compléter l'article en donnant les références utiles à sa vérifiabilité et en les liant à la section « Notes et références ».
 (octobre 2021).
La mise en forme du texte ne suit pas les recommandations de Wikipédia : il faut le « wikifier ».
Les points d'amélioration suivants sont les cas les plus fréquents :
- Les titres sont pré-formatés par le logiciel. Ils ne sont ni en capitales, ni en gras.
- Le texte ne doit pas être écrit en capitales (les noms de famille non plus), ni en gras, ni en italique, ni en « petit »…
- Le gras n'est utilisé que pour surligner le titre de l'article dans l'introduction, une seule fois.
- L'italique est rarement utilisé : mots en langue étrangère, titres d'œuvres, noms de bateaux, etc.
- Les citations ne sont pas en italique mais en corps de texte normal. Elles sont entourées par des guillemets français : « et ».
- Les listes à puces sont à éviter, des paragraphes rédigés étant largement préférés. Les tableaux sont à réserver à la présentation de données structurées (résultats, etc.).
- Les appels de note de bas de page (petits chiffres en exposant, introduits par l'outil «  Source ») sont à placer entre la fin de phrase et le point final[comme ça].
- Les liens internes (vers d'autres articles de Wikipédia) sont à choisir avec parcimonie. Créez des liens vers des articles approfondissant le sujet. Les termes génériques sans rapport avec le sujet sont à éviter, ainsi que les répétitions de liens vers un même terme.
- Les liens externes sont à placer uniquement dans une section « Liens externes », à la fin de l'article. Ces liens sont à choisir avec parcimonie suivant les règles définies. Si un lien sert de source à l'article, son insertion dans le texte est à faire par les notes de bas de page.
- La présentation des références doit suivre les conventions bibliographiques. Il est recommandé d'utiliser les modèles {{Ouvrage}}, {{Chapitre}}, {{Article}}, {{Lien web}} et/ou {{Bibliographie}}. Le mode d'édition visuel peut mettre en forme automatiquement les références.
- Insérer une infobox (cadre d'informations à droite) n'est pas obligatoire pour parachever la mise en page.

Pour une aide détaillée, merci de consulter Aide:Wikification.
Si vous pensez que ces points ont été résolus, vous pouvez retirer ce bandeau et améliorer la mise en forme d'un autre article.
 (octobre 2021).
Homa Rousta (persan:هما روستا), née le 26 septembre 1946 et décédée le 26 septembre 2015, est une actrice iranienne. Elle est la veuve du metteur en scène Hamid Samandarian (en).

## Biographie
Elle naît à Téhéran. Elle est diplômée en théâtre de l’École d’art dramatique de Bucarest. Elle retourne en Iran en 1970. Elle commence sa carrière en 1971 avec un rôle dans le film Divar-e shishei (« Mur de verre »). Sa performance la plus célèbre est dans De Karkheh au Rhine (1992), pour lequel elle a été nommée pour le Simorgh de la meilleure actrice au Festival du film de Fajr. Elle a joué aussi au théâtre et à la télévision.
Elle est morte d’un cancer le 26 septembre 2015 dans un hôpital de Los Angeles, en Californie, aux États-Unis. Son corps a été transféré en Iran et enterré à Behesht-e Zahra à côté de la tombe de son mari.

## Filmographie sélectionnée
- 1986 : Rapport sur un meurtre (Gozaresh yek ghatl)
- 1987 : Le Petit Oiseau du Bonheur (Parandeyeh koochake khoshbakhti)
- 1989 : Toutes les tentations de la Terre
- 1990 : Tigh-e aftab
- 1990 : Malek Khatoon
- 1991 : Les Voyageurs, de Bahram Beyzai : Mahtab
- 1992 : Do hamsafar (« Two Companions »)
- 1992 : De Karkheh au Rhin (Az Karkheh ta Rhein)
- 2001 : Légion
- 2002 : Sarzamine Madari